# For Prayers
『For Prayers』（フォー・プレイヤーズ）は、日本のロックバンド・ZIGGYの20枚目のオリジナル・アルバムである。2024年10月23日に発売された。

## 概要
- 1984年のバンド結成から40周年を記念してリリースされた。
- 「追いかけて」はメジャーデビュー以前の結成初期に演奏していた楽曲である。2023年に亡くなったZIGGY結成時のメンバーである岩田仁樹への追悼の意を込めて今回初めて音源化された。
- 今作ではゲストギタリストとして横関敦が「ROSARIO」、「お前のいない世界に意味など無い」、「追いかけて」の3曲に参加している。

## 収録曲
| 全作詞・作曲: 森重樹一。 |                                    |          |            |      |
| #                        | タイトル                           | 作詞     | 作曲・編曲 | 時間 |
| 1.                       | 「ROSARIO」                        | 森重樹一 | 森重樹一   | 5:22 |
| 2.                       | 「涙の雨に打たれながら」           | 森重樹一 | 森重樹一   | 4:51 |
| 3.                       | 「お前のいない世界に意味など無い」 | 森重樹一 | 森重樹一   | 5:05 |
| 4.                       | 「真夜中のルート16」               | 森重樹一 | 森重樹一   | 5:15 |
| 5.                       | 「BELIEF」                         | 森重樹一 | 森重樹一   | 4:07 |
| 6.                       | 「翼があれば」                     | 森重樹一 | 森重樹一   | 3:37 |
| 7.                       | 「何一つ思い通りに行かなくても」   | 森重樹一 | 森重樹一   | 4:17 |
| 8.                       | 「闇を転がり続けろ」               | 森重樹一 | 森重樹一   | 5:11 |
| 9.                       | 「眩しい花の色と緑」               | 森重樹一 | 森重樹一   | 5:05 |
| 10.                      | 「追いかけて」                     | 森重樹一 | 森重樹一   | 4:53 |
| 合計時間:                | 合計時間:                          | 47:43    |            |      |